# Les Grosses Devises
Les Grosses Devises (Ost und West) sind zwei etwa 750 m voneinander entfernt stehende Menhire auf der Grenze zwischen Colomby-sur-Thaon und Thaon bei Caen im Département Calvados in der Normandie in Frankreich. 
Sie befinden sich zu beiden Seiten der alten Pilgerstraße, die von Cairon nach Dover-la-Délivrande führt. Im Jahr 1912 berichtete Raoul Doranlo, Mitglied der französischen prähistorischen Gesellschaft, zum ersten Mal von als authentische Menhire identifizierten Steinen bei Thaon. Mehrere Klingen und Schaber aus Feuerstein wurden in ihrer Nähe entdeckt. 
Les Grosses Devises (Ost) hat eine gekrümmte Säulenform und ist 1,3 m hoch, 0,65 m breit und an der Basis 0,4 m dick. 
Les Grosses Devises (West) hat eine Dreiecksform, ist etwa 1,5 m hoch bei einer maximalen Breite von 0,85 m und einer Dicke von 0,3 m. 
Beide Menhire sind aus Kalkstein und tragen Schälchen (französisch cupules). Der Begriff Devises stammt aus dem Lateinischen: divisio bedeutet teilen; hier also Teilungs- oder Grenzstein. Entlang der Gemeindegrenze liegen weitere große Steinstücke, die vielleicht Reste weiterer Menhire sind.
In der Nähe steht der Menhir de la Demoiselle de Bracqueville.